# バレンシア・デ・アルカンタラの戦い
バレンシア・デ・アルカンタラの戦い（バレンシア・デ・アルカンタラのたたかい、英語: Battle of Valencia de Alcántara）は七年戦争中の1762年8月27日、ジョン・バーゴイン率いるイギリス＝ポルトガル連合軍がスペインのバレンシア・デ・アルカンタラを奇襲して占領した戦闘。スペインによるポルトガル侵攻の守備として同町を占領したのであった。

## 背景
七年戦争でポルトガルを侵攻したスペインは、まずアルメイダを占領した。続いて挟撃作戦に出て、北のガリシアからドウロ川を渡りポルトを脅かした一方、南ではシウダ・ロドリーゴから越境した。スペインはフランスを支持してポルトガルを侵攻したので、イギリスはジョン・バーゴイン率いる8千人をポルトガルへの援軍として派遣した。

## 経過
8月24日、シャウムブルク＝リッペ伯ヴィルヘルムはスペインの補給拠点バレンシア・デ・アルカンタラへの攻撃を決意した。彼は第16軽竜騎兵連隊の大佐（現地では代将として扱われた）であり、約2,800人のイギリス＝ポルトガル連合軍（軽竜騎兵400人、6個イギリス歩兵中隊、11個ポルトガル擲弾兵中隊、榴弾砲2基、軽大砲2基）を率いていたジョン・バーゴインを派遣した。バーゴインはアブランテスでテージョ川を渡河、カシュテル・ディ・ヴィディでポルトガル歩兵100人、非正規の騎兵50人と民兵40人と合流した。
8月27日、45マイルの強行軍の後、バーゴインはバレンシア・デ・アルカンタラに到着して、自ら騎兵を率いて奇襲した。不意を突かれたスペイン守備軍はあっけなく降伏した。続いて掃討戦が行われ、1人の将軍を含む近くのスペイン部隊の多くが捕虜になり、ほぼ全滅した。さらに町が無傷のまま占領され、代償金として1年分の税金をトウモロコシで支払うことを余儀なくされた。

## その後
この小さな勝利はポルトガルの戦意を高揚し、スペインの侵攻を頓挫させた。バーゴインには大きなダイヤモンド1つと奪ったスペイン軍旗が与えられ、彼は2か月後のヴィラ・ヴェーリャの戦いでふたたびスペインに勝利した。